# Македон Наталія Леонідівна
Ната́лія Леоні́дівна Македо́н (нар. 27 грудня 1939, м. Київ) — українська мандрівниця, в екіпажі яхти «Лелітка» з капітаном Валерієм Петущаком здійснила навколосвітню подорож — найпершу під національним прапором України.

## Життєпис
Народилася в Києві. Вищу освіту здобула в Київському інженерно-будівельному інституті (КІБІ, 1957—1962). Працювала інженером-конструктором на експериментально-дослідному заводі Науково-дослідного інституту будівельних конструкцій (1962—1965). Вступила до аспірантури науково-дослідної лабораторії ґрунтосилікатів КІБІ (1965), захистила кандидатську дисертацію (1968). У 1968—1991 роках — старший науковий співробітник Науково-дослідного інституту будівельного виробництва (НДІБВ), підпорядкованого Держбуду УРСР. З 1991 по 1994 рік — науковий співробітник Центральної наукової бібліотеки ім. В. І. Вернадського НАН України.
З 1983 року в шлюбі з Валерієм Петущаком, яхтсменом, мандрівником, науковцем. У вересні 1994-го разом із чоловіком — капітаном 9-метрової яхти «Лелітка» — вирушила в подорож навколо світу. Під час морських мандрів екіпаж пережив удари стихії (12-бальний шторм), серед інших небезпечних пригод — зустрічі з хижими звірами й сомалійськими піратами.
Кияни Валерій Петущак і Наталія Македон — перші українці, які здійснили навколосвітню подорож на яхті під синьо-жовтим прапором України.

### Навколосвітня подорож
До Стамбула екіпаж супроводжував Сергій Петущак. Після Чорного й Мармурового морів «Лелітка» вийшла в Середземне й через Гібралтар — до Атлантичного океану. Перетнувши його, судно через Панамський канал потрапило в Тихий океан і рушило на захід. Яхтсмени відвідали Галапагоські, Маркізькі острови, Таїті, острови Тонга й дісталися Окленда в Новій Зеландії. У цій країні упродовж 9 місяців мандрівники готувалися до дальших випробувань і відремонтували яхту. Відтак — курс на Австралію. Важкий перехід через Тасманове море, де невпинні шторми (був навіть 12-бальний, під час якого «Лелітка» втратила кермо), змусив екіпаж долати останню тисячу кілометрів до Австралії, керуючи яхтою лише вітрилами. Рік, проведений на Зеленому континенті, дав змогу не тільки зробити нове кермо, а й заробити грошей на дальшу подорож. Східне узбережжя Австралії «Лелітка» обійшла каналом між узбережжям і Великим бар'єрним рифом, а далі через Торресову протоку вийшла в Індійський океан, де відвідала Кокосові острови й зупинилася на кілька місяців перечекати сезон ураганів на атолі Саломон (архіпелаг Чагос). Два місяці український екіпаж прожив там, харчуючись, як робінзони, виловленою рибою та кокосовими горіхами. Далі яхта безпечно пройшла Аденською затокою, подолала Червоне море й Суецьким каналом попрямувала в Середземне море. На Кіпрі «Лелітку» чекала часткова зміна екіпажу: Наталія вилетіла в Україну, а з капітаном повертався до Києва Сергій Петущак. У столиці мандрівників урочисто зустріли 20 червня 1998 року.
Навколосвітня подорож тривала майже чотири роки (1994—1998). За цей час яхта «Лелітка» подолала три океани й 12 морів, лишивши за кормою приблизно 30 тис. миль, і відвідала 18 країн.

## Мандрівка в творчості
Переважно за матеріалами щоденника дружини Валерій Петущак написав книжку про навколосвітню мандрівку «Солоний гопак» (2005) з авторською присвятою: «Моїй відчайдушній і самовідданій дружині НАТАЛІ МАКЕДОН, без якої всі мої мандри так і залишилися би нездійсненними мріями, — з вдячним подивом присвячую цю книгу». Літературний твір перевидали 2009 року під назвою «Ходіння за три океани. Як козаки навколо світу обійшли», а згодом переклали польською мовою («Prez trzy oceany») й видали в Польщі 2013 року.
Під час навколосвітньої подорожі Наталія Македон зацікавилася походженням полінезійців: подружжя науковців звернуло увагу на подібність орнаментів, предметів побуту, звичаїв народу маорі — це навело на думку, що древні новозеландці є вихідці з території України. Мандрівники розповідали про це в пресі й у наукових публікаціях.

### Документальний фільм
Створено документальний фільм «На дивані навколо світу» про подорож українських яхтсменів Валерія Петущака і Наталії Македон на яхті «Лелітка».